# Sifangtai (köpinghuvudort i Kina, Heilongjiang Sheng, lat 46,92, long 126,98)
Sifangtai (kinesiska: 四方台, 四方台镇) är en köpinghuvudort i Kina. Den ligger i provinsen Heilongjiang, i den nordöstra delen av landet, omkring 130 kilometer norr om provinshuvudstaden Harbin. Antalet invånare är 44 708. Befolkningen består av 21 894 kvinnor och 22 814 män. Barn under 15 år utgör 12,0 %, vuxna 15-64 år 79 %, och äldre över 65 år 8,0 %.
Runt Sifangtai är det tätbefolkat, med 297 invånare per kvadratkilometer. Sifangtai är det största samhället i trakten. Trakten runt Sifangtai består till största delen av jordbruksmark.
Genomsnittlig årsnederbörd är 871 millimeter. Den regnigaste månaden är juli, med i genomsnitt 215 mm nederbörd, och den torraste är januari, med 9 mm nederbörd.